# Căile Ferate Române

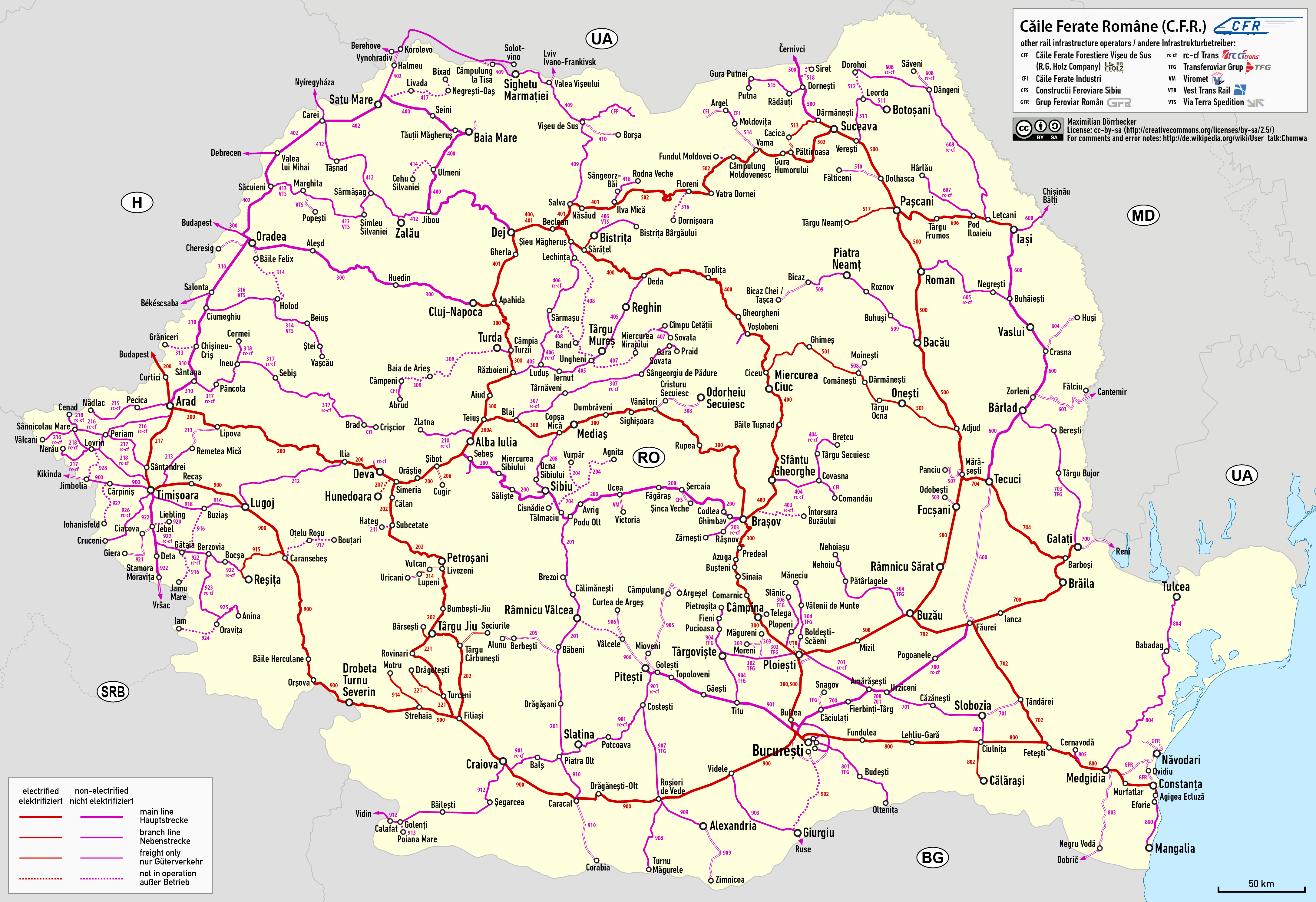
Spoorwegnetwerk van Roemenië

Căile Ferate Române (Roemeense Spoorwegen, afgekort CFR) is het nationale spoorwegbedrijf van Roemenië. CFR beheert het op vier na grootste spoorwegnetwerk in Europa, in termen van capaciteit van passagiers en vracht. Het netwerk is verbonden met andere Europese spoorwegnetwerken, waardoor het netwerk pan-Europese passagiers en vrachtdiensten kan vervoeren. De CFR functioneert sinds 1880, terwijl de eerste spoorweg op huidig Roemeens grondgebied in 1854 werd geopend. Het spoorwegbedrijf is verdeeld in vier autonome bedrijven: CFR Călători, dat zorgt voor passagiersdiensten; CFR Marfă, verantwoordelijk voor vrachtvervoer; CFR Infrastructură, dat de infrastructuur op het Roemeense spoorwegnetwerk beheert; Societatea Feroviară de Turism of SFT, dat zorgt voor toeristische ritten. CFR is gevestigd in Boekarest en heeft regionale afdelingen in de Roemeense steden Cluj-Napoca, Craiova, Iași, Galați en Brașov. De internationale UIC-code is 53-CFR.

## Geschiedenis

### Spoorwegen in de 19e eeuw
De eerste spoorlijn op het huidige grondgebied van Roemenië werd geopend op 20 augustus 1854 en liep tussen Oravița en Baziaș, een haven aan de Donau, in Transsylvanië. De lijn, die een lengte van 62,5 km had, werd alleen gebruikt voor het vervoer van steenkool. Vanaf 12 januari 1855 werd de lijn in gebruik genomen door de Oostenrijkse spoorwegen, de spoorweg lag toen in Oostenrijk-Hongarije. Na verscheidene verbeteringen in de daaropvolgende maanden, werd de lijn op 1 november 1856 ook voor reizigersvervoer geopend.
Tussen 1864 en 1880 werden verscheidene spoorwegen in Roemenië aangelegd. Op 1 september 1865 begon het Engelse bedrijf John Trevor-Barkley met de bouw van de lijn Boekarest – Giurgiu. De lijn werd geopend op 26 augustus 1869. De lijn Boekarest – Giurgiu was op dat moment de eerste spoorweg op Roemeens grondgebied, en werd door de vorst van Roemenië in dienst gesteld. (Oravița-Baziaș maakte wel deel uit van Oostenrijk-Hongarije, terwijl het na 1918 op Roemeens grondgebied ligt.)
In september 1866 besloot het Roemeense Parlement om te beginnen met de bouw van een 915 km lange spoorweg tussen van Vârciorova in het zuiden naar Roman in het noorden. De lijn zou gaan via Pitești, Boekarest, Buzău, Brăila, Galați en Tecuci, allemaal belangrijke plaatsen. De bouwprijs was 270.000 gouden franken per kilometer en werd aangelegd door het Duitse consortium Strousberg. De lijn werd in diverse fasen geopend. Het eerste baangedeelte (Pitești – Boekarest – Galați – Roman) werd op 13 september 1872 voor het verkeer geopend, terwijl het baanvak Vârciorova – Pitești wat later werd geopend, op 9 mei 1878. De Vârciorova-Roman-lijn was een belangrijk project voor de spoorinfrastructuur van Roemenië omdat deze het hele Koninkrijk verbond en een belangrijke verbinding was voor passagiers en vracht tussen verscheidene Walachijse en Moldavische steden.
Op 10 september 1868, werd de bouw van het Gara de Nord (Station Noord) in Boekarest voltooid. In januari 1880 stemde het Roemeense Parlement voor het eigendom van de lijn Vârciorova – Roman van het privébedrijf van het consortium Strousberg over te brengen aan het staatseigendom, onder beheer van de CFR. Het jaar 1880 was oprichtingsjaar van de CFR. De eerste directie van de CFR bestond uit de heren Kalinderu, Stătescu en Falcoianu.
In mei 1868 sloot de Roemeense staat een overeenkomst met een ander Duits consortium, dat bekendstond als het "Consortium Offenheim", voor de bouw van verscheidene korte spoorwegen in het gebied Moldavië. De lijnen, die een totale lengte van 224 km kregen, zouden van Roman naar Ițcani, van Pașcani naar Iași en van Verești naar Botoșani lopen. De lijnen werden in fasen geopend tussen december 1869 en november 1871. Als gevolg van slechte beheer van deze lijnen door het Consortium Offenheim, werden zij in januari 1889 onder beheer gebracht van de CFR.
Tijdens de Roemeense onafhankelijkheidsoorlog van 1877 tot 1888 kreeg Roemenië het gebied Dobroedzja toegewezen, dat eerder had toebehoord aan het Ottomaanse Rijk. De Roemeense staat plaatste de lijn Constanța – Cernavodă, die in 1860 door de Ottomanen was geopend, onder het beheer van de CFR. De Boekarest – Giurgiu-lijn, de eerste lijn die in Koninkrijk Roemenië werd aangelegd, werd nu ook onder het beheer van de CFR geplaatst.
Uiteindelijk was de Roemeense staat in 1889 eigenaar van alle lijnen in het Koninkrijk Roemenië. Het spoorwegnet had toen een totale lengte van 1377 km.

### De spoorwegen in de vroege 20e eeuw
Aan het einde van de Eerste Wereldoorlog in 1918 annexeerde het Koninkrijk Roemenië de gebieden Transsylvanië, Bessarabië en Boekovina, waarmee Groot-Roemenië ontstond. Alle spoorlijnen in deze gebieden, voorheen eigendom van Oostenrijk-Hongarije of van het Russische Rijk, werden onder het beheer van de CFR geplaatst. Deze gebeurtenis was belangrijk voor de Roemeense spoorwegen omdat dat betekende dat een grote hoeveelheid rollend materieel en de eerder op Oostenrijks-Hongaarse grondgebied gelegen staalfabriek van Arad, nu tot Roemenië behoorden. Sindsdien ging deze fabriek veel locomotieven en ander rollend materieel voor de CFR te produceren.
Voorts werden diverse spoorwegen van dubbelspoor voorzien. Dit om om een grotere verkeersstroom op deze routes te kunnen toelaten. De lijn Boekarest – Ploiești – Câmpina was de eerste die verdubbeld werd, het verdubbelen werd in 1912 voltooid. Tijdens de periode tussen de beide Wereldoorlogen, werden verschillende andere lijnen verdubbeld:
- Constanța – Cernavodă (1931)
- Adjud – Tecuci (1933)
- Teiuș – Apahida (1940)
- Câmpina – Brașov (1941)
- Buzău – Mărășești (1942)

In de jaren 20 en jaren 30 schafte de CFR ook verscheidene nieuwe locomotieven en motorwagens aan voor een plan tot wijdverbreide modernisering. Dieseltractie werd geïntroduceerd, en de Malaxa-hogesnelheid motorwagens (DMU's) werden gebouwd. Een gemoderniseerde versie hiervan wordt nog gebruikt voor forensenverkeer in het Banaat).
Een belangrijke gebeurtenis in de geschiedenis van de spoorwegen was de Grivițastaking van 1933, tijdens de Grote Depressie, en uitliep op hevige conflicten tussen spoorwegarbeiders en politie.

### Spoorwegen in Communistisch Roemenië
Nadat Roemenië in 1949 een Communistische Republiek werd, werd er veel geïnvesteerd in spoorweginfrastructuur, dit ten nadele van andere vormen van infrastructuur, zoals autowegen. In deze periode werden de spoorwegen gezien als een symbool van de snelle industrialisatie van Roemenië onder de Communistische leider Gheorghe Gheorghiu-Dej en de dictator Nicolae Ceaușescu. Naast de uitbreiding van het spoorverkeer door aanleg van diverse nieuwe lijnen, vooral in plattelandsgebieden, werden in de Communistische periode veel spoorlijnen geëlektrificeerd en werd het spoor verdubbeld.
De eerste lijn van het Roemeense spoorwegnet die werd geëlektrificeerd was de lijn Boekarest – Brașov, die door een grote hoeveelheid passagiers- en vrachtverkeer werd gebruikt. De elektrificatie begon in 1959. Het eerste geëlektrificeerde baanvak, dat tussen Braşov en Predeal, werd op 9 december 1965 in gebruik genomen. Op 20 april 1966 was het volgende gedeelte geëlektrificeerd: tussen Predeal en Câmpina. Op 16 februari 1969 was elektrificatie van de gehele lijn gereed. De bovenleidingspanning was 25 kV met een frequentie van 50 hertz.
Spoorverdubbeling vond plaats op:
- Făurei – Galați (1971)
- Pantelimon – Cernavodă (1971)

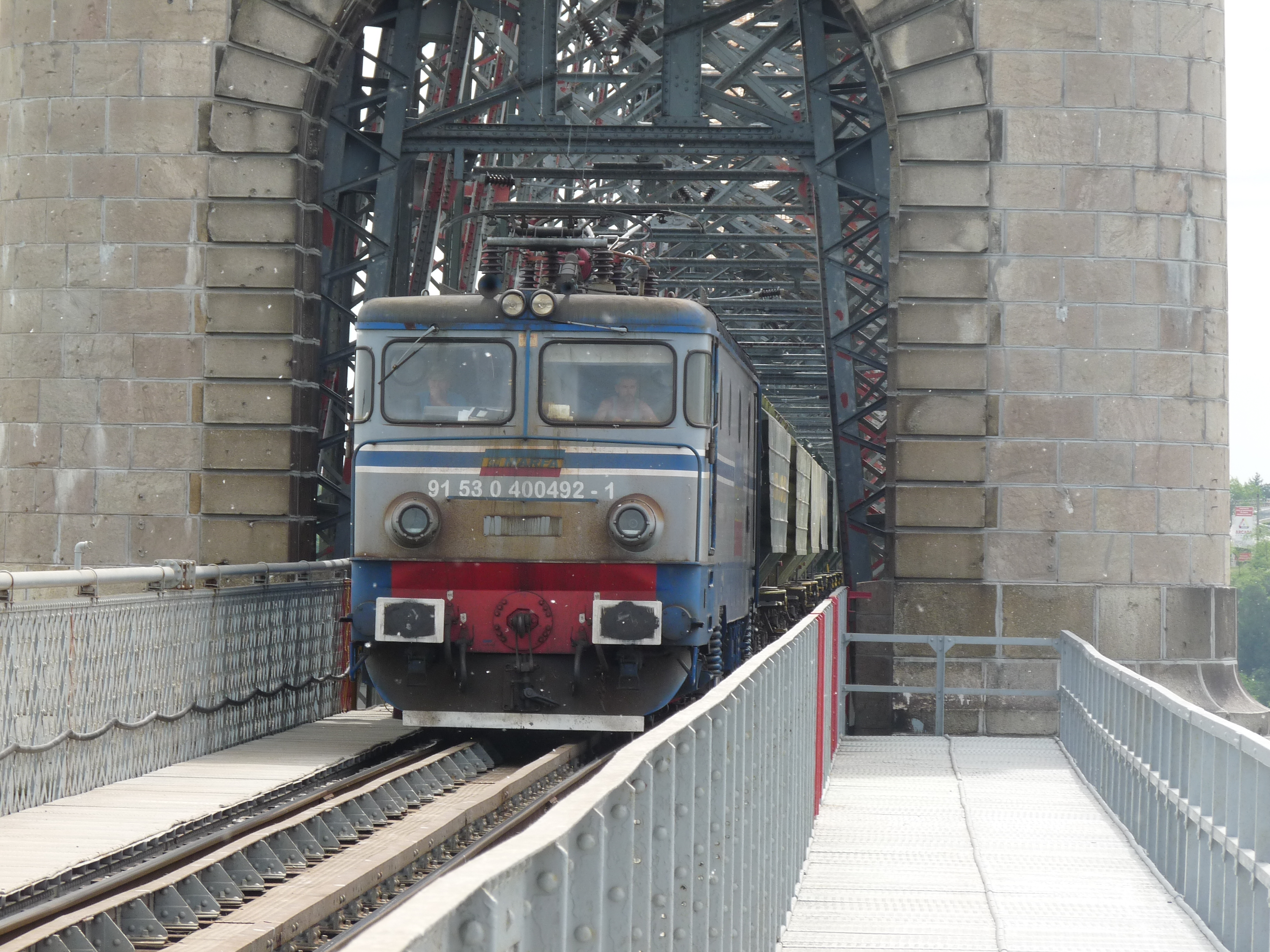
Elektrische locomotief 060 EA/CFR 40

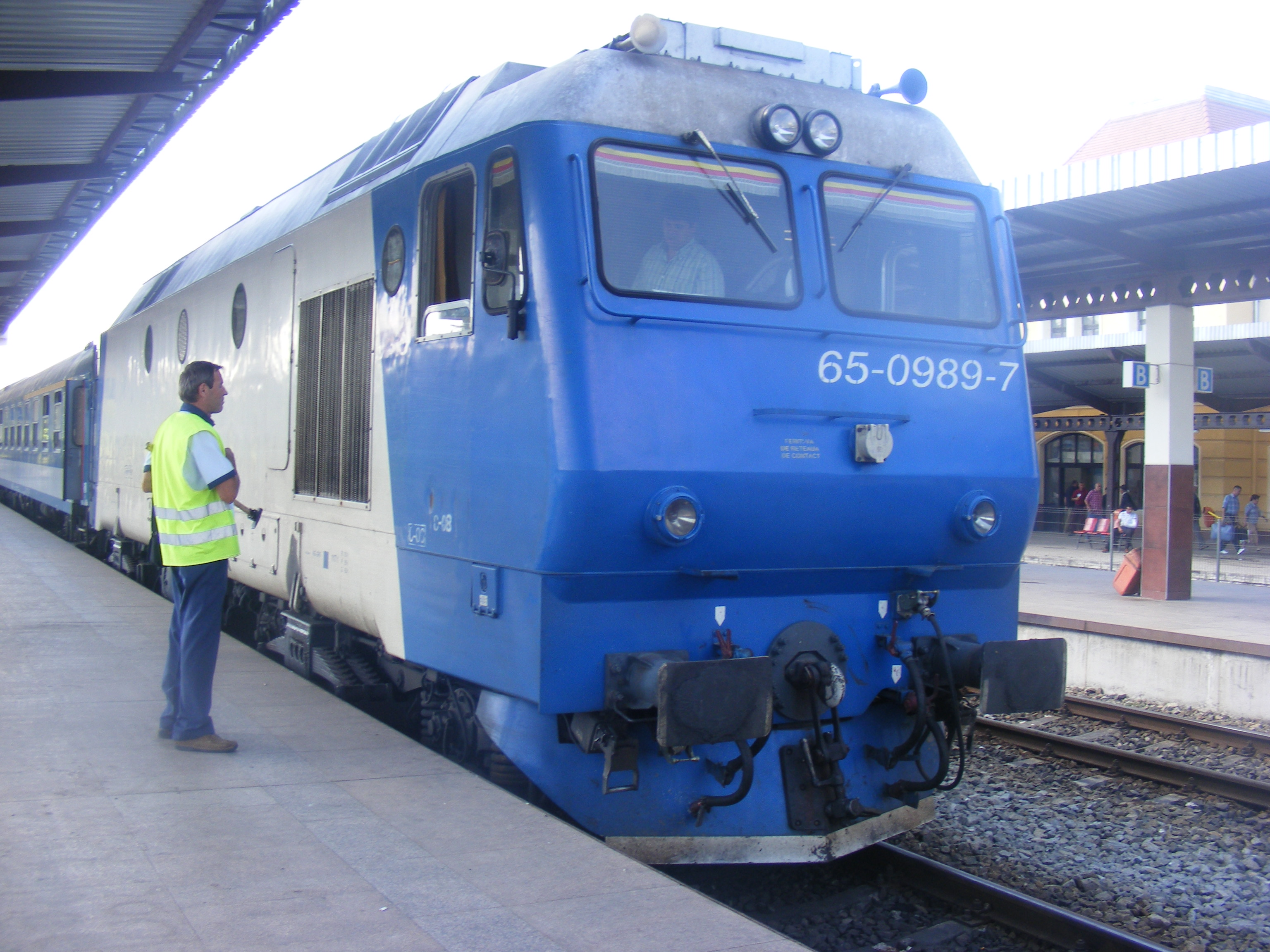
Diesellocomotief CFR 65

- Boekarest – Roșiorii de Vede – Craiova (1972)
- Chitila – Golești (1972)
- Brașov – Câmpul Libertății (1974)
- Adjud – Suceava (1975)

Midden jaren 70 verdween de stoomtractie volledig. Zij werd vervangen door gestandaardiseerde elektrische en diesellocomotieven en motorrijtuigen. De meeste werden bij de fabriek Astra in Arad gebouwd.

### CFR na 1989
Na de Roemeense Revolutie van 1989, toen het Communisme in Roemenië viel, had Roemenië een van de grootste, dichtste en meestgebruikte spoorwegnetwerken in Europa, maar met een verouderde infrastructuur. Dit, gecombineerd met de economische neergang die Roemenië in de jaren 90 meemaakte bij de overgang naar een markteconomie, resulteerde bij de CFR in een periode van neergang. Op verscheidene weinig gebruikte lijnen, vooral in plattelandsgebieden, werd de dienst ingekrompen. Het rollend materieel, waarvan het meeste in de jaren 70 was aangeschaft, onderging een periode van verwaarlozing. Het beeld van de CFR, zowel in eigen land als in het buitenland, leed zeer wegens de berichten over in slechte staat verkerende treinen, de slechte dienstuitvoering en wanorde van het beheer.
Deze situatie duurde voort tot het jaar 1998, toen de Societatea Naţional a Căilor Ferate Române (de Nationale Maatschappij van Roemeense Spoorwegen) werd verdeeld in vier onafhankelijke afdelingen om de efficiëntie te verbeteren. Het bedrijf werd ook anders genoemd: Compania Naţională de Căi Ferate "CFR" SA (Nationale Spoorwegbedrijf "CFR"). Hierna verbeterde de situatie van de Roemeense spoorwegen, hoofdzakelijk door de economische boom van Roemenië na het jaar 2000, waardoor een aanzienlijk bedrag beschikbaar kwam voor overheidsinvesteringen in de spoorwegen. Hierdoor werd de CFR een van de meest succesvolle spoorwegexploitanten in het gebied.
Sinds 1989, zijn een aantal kleine taklijnen gesloten: vooral die aangewezen waren voor industriële doeleinden of het hebben van een smalspoor. Dit is gedaan wegens de grote concurrentie van de privé busdiensten met het algemeen lage passagiersaantallen op die lijnen. Andere lijnen moesten in de toekomst, vooral als op de taklijnen in het district Timiș, voorkomen wat over het algemeen zeer oud, weinig gebruikt en zwaar beschadigd zijn door de overstromingen van 2005. Ze moesten tot 2007 nog eens 75 km spoorwegen (rond 1000–1500 km spoor op het platteland is sinds 1990 al gesloten) sluiten. Sommige smalsporen zijn onlangs heropend door de SFT (de Maatschappij van het Spoorwegtoerisme van het CFR) voor toerisme, maar worden slechts twee keer per maand in werking gesteld (waaronder lijnen Abrud-Câmpeni, Târgu Mureș-Band en Moldovița-Canton). Alle bosbouwspoorwegen (Căi ferate forestiere in het Roemeens) zijn na 1989 geprivatiseerd en verkocht aan bosbouwbedrijven. Spoorwegen als de Toeristische spoorweg van de Vasservalei, zijn ondertussen toeristische attracties geworden.

### Modernisering
In de vroege jaren 00, voerde CFR een uitvoerig moderniseringsprogramma uit om zijn beeld te verbeteren dat zowel internationaal als in eigen land geteisterd werd door rapporten over de slechte dienst en verouderd rollend materiaal. De eerste fasen van de modernisering waren voor een heropfrissing van een groot aantal snel-rollend materiaal, evenals een algemene uitbreiding van de IC diensten die in Roemenië een netwerk vormen.
Om de groei van het Roemeense InterCity netwerk te versterken, verwierf CFR in 2003 verscheidene Siemens Desiro-trainsets, die in Arad werden geassembleerd. Bijgenaamd "Sageata Albastră" (Blauwe Pijl), worden zij gebruikt op Accelerat voor korte en middelgrote afstanden door Rapid- en InterCity diensten. De Desiro trainsets werden gebruikt voor de verbetering van het beeld van het CFR, ondanks kritiek dat CFR Desiro-trainsets niet gebruikt zou moeten hebben omdat het dieseltreinstellen zijn voor mainline expresdiensten, aangezien zij hoofdzakelijk voor de korteafstandsforens zijn ontworpen. De Desirotreinen zouden een vrij harde zitting hebben, geen hoge snelheid bereiken en een slechte lawaai-isolatie hebben. CFR's antwoord was het introduceren, in eind 2004, van de nieuwe Desiro trainsets die betere isolatie en 70 zetels, in plaats van 110 zetels hebben. De zetels zijn ook verbreed en verhoogd. Tot op de dag van vandaag, worden CFR Desirotreinen alleen op middellangeafstandsroutes gebruikt, en is het rollend materiaal op verscheidene andere routes, over lange afstand, door ander gerenoveerd rollend materiaal vervangen.
Naast Desirotreinen, heeft CFR de laatste jaren 80 slaaptreinen (type WLABmee), couchettes en InterCity autotreinen gekocht, evenals dubbeldeks autotreinen op Accelerat om door Snelle treinen te worden gebruikt die een hoge capaciteit voor passagiers hebben. De nieuwe CFR-slaaptreinen zijn op dit moment het modernste in Europa. Ze hebben airconditioning, lcd-schermen en moderne douches, in elke coupé.
Behalve verbeteringen in rollend materiaal, heeft CFR ook verscheidene gemoderniseerde elektrische locomotieven gekocht, waaronder het wijdverspreide Klasse 40 en Klasse 41. Het CFR kocht ook 10 nieuwe locomotieven van Siemens Taurus die door Sneltrein- en InterCitydiensten gebruikt zullen worden.